# John B. Goodman
Pour les articles homonymes, voir Goodman.
John B. Goodman, né le 15 août 1901 à Denver et mort le 30 juin 1991 à Los Angeles, est un directeur artistique américain.
Il a remporté l'Oscar des meilleurs décors pour Le Fantôme de l'Opéra (1943) et a été nommé trois autres fois pour Le Roi des gueux (1938), Les Écumeurs (1942) et La Passion du docteur Holmes (1944).

## Filmographie partielle
- 1936 : Le Retour de Sophie Lang (The Return of Sophie Lang) de George Archainbaud
- 1936 : Calibre neuf millimètres (Murder with Pictures) de Charles Barton
- 1944 : Chasseurs de fantômes (Ghost Catchers) d'Edward F. Cline
- 1944 : Et voilà la vie (This Is the Life) de Felix E. Feist
- 1945 : Penny cherche un père (That Night with You) de William A. Seiter
- 1946 : Night in Paradise d'Arthur Lubin